# 존 레먼
존 프랜시스 레먼 주니어(John Francis Lehman Jr., 1942년 9월 14일 ~ )는 미국 해군 중령 출신 정치가 겸 대학 교수이다.